# Gare de Saint-Étienne-Bellevue
Gare de Saint-Étienne-Bellevue – stacja kolejowa w Saint-Étienne, w departamencie Loara, w regionie Owernia-Rodan-Alpy, we Francji.
Jest przysstacją tankiem Société nationale des chemins de fer français (SNCF), obsługiwaną przez pociągi TER Rhône-Alpes.

## Położenie
Znajduje się na wysokości 564 m n.p.m., na km 134,054 linii Saint-Georges-d’Aurac – Saint-Étienne, pomiędzy przystankami La Ricamarie i Saint-Étienne-Le Clapier.